# اعتراضات ۲۰۱۹–۲۰۲۱ الجزایر
اعتراضات ۲۰۱۹–۲۰۲۱ الجزایر (انگلیسی: 2019–2021 Algerian protests)، انقلاب لبخند یا جنبش حِراک (عربی: الحِراك‎، ت. «جنبش») در ۱۶ فوریه ۲۰۱۹، شش روز پس از آن که عبدالعزیز بوتفلیقه، نامزدی خود را برای پنجمین دوره ریاست‌جمهوری در بیانیه‌ای امضا شده، اعلام کرد، آغاز شد. این اعتراضات، بدون سابقه از زمان جنگ داخلی الجزایر، مسالمت‌آمیز بود و ارتش را بر آن داشت تا بر استعفای فوری بوتفلیقه که در ۲ آوریل ۲۰۱۹ انجام شد، پافشاری کند. در اوایل ماه مه، تعداد قابل توجهی از دلالان قدرت نزدیک به دولت برکنار شده، از جمله برادر کوچکتر رئیس‌جمهور سابق، سعید بوتفلیقه، دستگیر شده بود.
بعد از استعفای بوتفلیقه، همچنان اعتراضات مردمی ادامه داشت و در ۱۳ دسامبر ۲۰۱۹، ده‌ها هزار نفر الجزایری، همزمان با انتخابات، اعتراضات بزرگی را با ریختن به خیابان‌ها برگزار کرده و خواهان آن بودند که نامزدهای انتخابات ریاست‌جمهوری، از چهره‌هایی باشند که با عبدالعزیز بوتفلیقه، همکاری نکرده‌اند.
در حالی روز پنج‌شنبه ۱۲ دسامبر ۲۰۱۹، عبدالمجید تبون، ریاست‌جمهوری الجزایر، معرفی شد و در روز ۱۹ دسامبر، ادای سوگند کرد که معترضان ریاست‌جمهوری او، انتخابات را تحریم کرده و دستگیری‌ها و بازداشت‌ها همچنان ادامه داشت.
در ۲۸ دسامبر، رئیس‌جمهور، عبدالمجید تبون، عبدالعزیز جراد ۶۵ ساله را به عنوان نخست‌وزیر جدید معرفی کرد و تشکیل کابینه را به عهده او گذاشت. وی که یک استاد علوم سیاسی است، در گذشته، چندین پست سیاسی از جمله مدیرکل ریاست‌جمهوری را برعهده داشت. یک روز قبل از معرفی او در ۲۷ سپتامبر، برای ۴۵اُمین هفته متوالی، مردم معترض الجزایر، به خیابان‌ها آمده و خواستار اجرا و پیگیری اصلاحات اساسی شدند.